# Краснопільська сільська рада (Врадіївський район)
Краснопі́льська сільська́ ра́да — колишній орган місцевого самоврядування у Врадіївському районі Миколаївської області. Адміністративний центр — село Краснопіль.

## Загальні відомості
- Населення ради: 1 046 осіб (станом на 2001 рік)

## Населені пункти
Сільській раді були підпорядковані населені пункти:
- с. Краснопіль
- с. Веселий Лан
- с. Зимницьке
- с. Краснівка
- с. Федорівка
- с. Шевченко

## Склад ради
Рада складалася з 14 депутатів та голови.
- Голова ради: Пономаренко Михайло Михайлович
- Секретар ради: Коломійченко Лариса Іванівна

### Керівний склад попередніх скликань
| ПІБ                            | Основні відомості                                                             | Дата обрання | Дата звільнення |
| ------------------------------ | ----------------------------------------------------------------------------- | ------------ | --------------- |
| Петровська Марія Василівна     | Сільський голова, 1950 року народження, член Народного Руху України           | 26.03.2006   | 31.10.2010      |
| Пономаренко Михайло Михайлович | Сільський голова, 1962 року народження, освіта середня загальна, безпартійний | 31.10.2010   |                 |

Примітка: таблиця складена за даними сайту Верховної Ради України

## Населення
Згідно з переписом УРСР 1989 року чисельність наявного населення села становила 1257 осіб, з яких 559 чоловіків та 698 жінок.
За переписом населення України 2001 року в селі мешкали 1032 особи.

### Мова
Розподіл населення за рідною мовою за даними перепису 2001 року:
| Мова       | Відсоток |
| ---------- | -------- |
| українська | 93,98 %  |
| молдовська | 3,82 %   |
| російська  | 2,01 %   |